# Classe M1939
La Classe M1939 est une troisième série de dragueurs de mines construite pour la Kriegsmarine en remplacement des vieux navires issus de la Première Guerre mondiale. 

## Service
Cette troisième série de Type 35 est quasi identique aux classe M1935 et Classe M1938. Le navire a une puissance plus élevé et son armement est renforcé par rapport à la classe précédente. 

Ils ont aussi entrepris des missions d'escorte de convois en plus de leur mission initiale de guerre anti-sous-marine. Ils ont effectué des tâches de mouilleur de mines. 

Toutefois, les navires furent aussi très coûteux et compliqués à construire. Les chaudières au mazout ont été un handicap lors de la pénurie de carburant dans les dernières années de la guerre. 
Sur les 33 navires construits entre 1939 et 1942, 9 ont été perdus pendant la guerre. Sur les 24 survivants, trois ont été détruits en 1944 et 1945 et les 21 autres ont été transférés aux différentes marines alliées (5 au Royaume-Uni, 8 à l'Union soviétique et 8 à la France).

## Les unités
Les 33 navires ont été réalisés sur sept chantiers navals différents :
- Atlas Werke à Brême :

M37 à M39,
- Lübecker Maschinenbau Gesellschaft à Lübeck :

M81 à M85,
- Rickmers Werft à Wesermünde :

M101 à M104,
- Lindenau Werft à Memel :

M131 à M133,
- Stettiner Oderwerke à Stettin (aujourd'hui Szczecin en Pologne) :

M151 à M156,
- Neptun Werft à Rostock :

M201 à M206,
- Deutsche Werft à Hambourg :

M251 à M256,

## Marine française
- Oise (M602) : ancien dragueur allemand M38 lancé le 28 février 1941 . Transféré à la Marine française il a servi de 1947 à 1960.
- Laffaux (M607) : ancien dragueur allemand M81 lancé le 20 décembre 1941 . Transféré à la Marine française il a servi de 1947 à 1957. Cédé à l'Allemagne de l'Ouest : Hummel (détruit en 1963).
- Yser (M604) : ancien dragueur allemand M51 lancé le 6 décembre 1941 . Transféré à la Marine française il a servi de 1947 à 1957. Cédé à l'Allemagne de l'Ouest : Brummer (détruit en 1966).
- Craonne : ancien dragueur allemand M202 lancé le 29 septembre 1940. Transféré à la Marine française il a servi de 1947 à 1951.
- Belfort (M606) : ancien dragueur allemand M205 lancé le 3 mai 1941. Transféré à la Marine française il a servi de 1947 à 1957. Cédé à l'Allemagne de l'Ouest : Biene (détruit en 1968).
- Péronne (M251) : ancien dragueur allemand M251 lancé le 12 juillet 1940. Transféré à la Marine française il a servi de 1947 à 1951.
- Ancre (M611) : ancien dragueur allemand M251 lancé le 27 septembre 1940. Transféré à la Marine française il a servi de 1947 à 1951.
- Vimy (M608) : ancien dragueur allemand M253 lancé le 23 novembre 1940. Transféré à la Marine française il a servi de 1947 à 1957. Cédé à l'Allemagne de l'Ouest : Bremse (détruit en 1963).